# Агенция за устойчиво енергийно развитие
Агенцията за устойчиво енергийно развитие (АУЕР) е правоприемник на Изпълнителна агенция по енергийна ефективност.
Агенцията за устойчиво енергийно развитие е администрация към министъра на енергетиката за насърчаване на производството и потреблението на електрическа енергия от възобновяеми източници. Агенцията предоставя услуги в сградата на АУЕР на адрес: 1000, София – ул. „Екзарх Йосиф“ 37 (вход ул. „Сердика“ 11).
АУЕР е юридическо лице на бюджетна издръжка със седалище София и има статут на изпълнителна агенция.